# ديترويت ليونز
ديترويت ليونز (بالإنجليزية: Detroit Lions)‏ هو نادي كرة القدم الأمريكية أمريكي تأسس في 1929، ويلعب في الدوري الوطني لكرة القدم الأمريكية.

## وصلات خارجية
- الموقع الرسمي